# Roraimense (Roraima állam) labdarúgó-bajnokság (első osztály)
A Campeonato Roraimense de Futebol, Roraima állam hivatalos labdarúgó bajnoksága. 1939-től szerveznek tornákat az állam területén, de az alakulgató labdarúgóklubok pálya nélküli, szervezetlen küzdelmeinek eredményei hiteles adatok hiányában nem ismertek. 1948-ban létrejött Federação Riobranquense de Desportos  labdarúgó-szövetség négy esztendővel később, 1952-ben tudta megszervezni az első hivatalos állami bajnokságot.
A bajnokságban szereplő hat csapat az első körben (Taça Boa Vista) egy-egy alkalommal találkozik ellenfelével, míg a második körben (Taça Roraima) két csoportba osztva, szintén egy-egy mérkőzés játszanak. A négy legjobb csapat kieséses rendszerben küzd meg a bajnoki címért.
Az állami bajnokság győztese kvalifikálja magát az országos bajnokság negyedik vonalába, indulhat a Copa do Brasil sorozatában, valamint szerepelhet az Északi- és Közép-Nyugati régió által szervezett Copa Verde kupában is.

## Az eddigi győztesek
Federação Riobranquense de Desportos (FRD)
| Év   | Bajnok                           | Második                      |
| ---- | -------------------------------- | ---------------------------- |
| 1952 | Rio Branco (1) (Boa Vista)       | Baré (Boa Vista)             |
| 1953 | Baré (1) (Boa Vista)             | Atlético Roraima (Boa Vista) |
| 1954 | Rio Branco (2) (Boa Vista)       |                              |
| 1955 | Baré (2) (Boa Vista)             |                              |
| 1956 | Baré (3) (Boa Vista)             |                              |
| 1957 | Baré (4) (Boa Vista)             |                              |
| 1958 | Baré (5) (Boa Vista)             |                              |
| 1959 | ismeretlen                       | ismeretlen                   |
| 1960 | Baré (6) (Boa Vista)             |                              |
| 1961 | Atlético Roraima (1) (Boa Vista) |                              |

Federação Roraimense de Desportos (FRD)
| Év   | Bajnok                                                    | Második                      |
| ---- | --------------------------------------------------------- | ---------------------------- |
| 1962 | Atlético Roraima (2) (Boa Vista) Flamengo (1) (Boa Vista) |                              |
| 1963 | São Francisco (1) (Boa Vista)                             |                              |
| 1964 | Baré (7) (Boa Vista)                                      | Atlético Roraima (Boa Vista) |
| 1965 | Baré (8) (Boa Vista)                                      |                              |
| 1966 | Baré (9) (Boa Vista)                                      |                              |
| 1967 | Baré (10) (Boa Vista)                                     |                              |
| 1968 | Náutico (1) (Boa Vista)                                   |                              |
| 1969 | Baré (11) (Boa Vista) GAS (1) (Boa Vista)                 |                              |
| 1970 | Baré (12) (Boa Vista)                                     | GAS (Boa Vista)              |
| 1971 | félbeszakadt                                              | félbeszakadt                 |
| 1972 | Baré (13) (Boa Vista) GAS (1) (Boa Vista)                 |                              |
| 1973 | São Francisco (2) (Boa Vista)                             |                              |

### Amatőr időszak
Federação Roraimense de Futebol (FRF)
| Év   | Bajnok                            | Második                  |
| ---- | --------------------------------- | ------------------------ |
| 1974 | São Francisco (3) (Boa Vista)     |                          |
| 1975 | Atlético Roraima (3) (Boa Vista)  | GAS (Boa Vista)          |
| 1976 | Atlético Roraima (4) (Boa Vista)  |                          |
| 1977 | São Raimundo (1) (Boa Vista)      | Baré (Boa Vista)         |
| 1978 | Atlético Roraima (5) (Boa Vista)  | River (Boa Vista)        |
| 1979 | River (1) (Boa Vista)             |                          |
| 1980 | Atlético Roraima (6) (Boa Vista)  |                          |
| 1981 | Atlético Roraima (7) (Boa Vista)  | São Raimundo (Boa Vista) |
| 1982 | Baré (14) (Boa Vista)             |                          |
| 1983 | Atlético Roraima (8) (Boa Vista)  |                          |
| 1984 | Baré (15) (Boa Vista)             |                          |
| 1985 | Atlético Roraima (9) (Boa Vista)  |                          |
| 1986 | Baré (16) (Boa Vista)             |                          |
| 1987 | Atlético Roraima (10) (Boa Vista) |                          |
| 1988 | Baré (17) (Boa Vista)             |                          |
| 1989 | River (2) (Boa Vista)             |                          |
| 1990 | Atlético Roraima (11) (Boa Vista) |                          |
| 1991 | Rio Negro (1) (Boa Vista)         | São Raimundo (Boa Vista) |
| 1992 | São Raimundo (2) (Boa Vista)      |                          |
| 1993 | Atlético Roraima (12) (Boa Vista) |                          |
| 1994 | River (3) (Boa Vista)             |                          |

### Professzionális időszak
| Év   | Bajnok                            | Második                      |
| ---- | --------------------------------- | ---------------------------- |
| 1995 | Atlético Roraima (13) (Boa Vista) | Baré (Boa Vista)             |
| 1996 | Baré (18) (Boa Vista)             | GAS (Boa Vista)              |
| 1997 | Baré (19) (Boa Vista)             | São Raimundo (Boa Vista)     |
| 1998 | Atlético Roraima (14) (Boa Vista) | Baré (Boa Vista)             |
| 1999 | Baré (20) (Boa Vista)             | Rio Negro (Boa Vista)        |
| 2000 | Rio Negro (2) (Boa Vista)         | Atlético Roraima (Boa Vista) |
| 2001 | Atlético Roraima (15) (Boa Vista) | Rio Negro (Boa Vista)        |
| 2002 | Atlético Roraima (16) (Boa Vista) | Baré (Boa Vista)             |
| 2003 | Atlético Roraima (17) (Boa Vista) | Baré (Boa Vista)             |
| 2004 | São Raimundo (3) (Boa Vista)      | Atlético Roraima (Boa Vista) |
| 2005 | São Raimundo (4) (Boa Vista)      | Atlético Roraima (Boa Vista) |
| 2006 | Baré (21) (Boa Vista)             | São Raimundo (Boa Vista)     |
| 2007 | Atlético Roraima (18) (Boa Vista) | Baré (Boa Vista)             |
| 2008 | Atlético Roraima (19) (Boa Vista) | Progresso (Mucajaí)          |
| 2009 | Atlético Roraima (20) (Boa Vista) | São Raimundo (Boa Vista)     |
| 2010 | Baré (22) (Boa Vista)             | Náutico (Boa Vista)          |
| 2011 | Real (1) (São Luiz)               | São Raimundo (Boa Vista)     |
| 2012 | São Raimundo (5) (Boa Vista)      | Náutico (Boa Vista)          |
| 2013 | Náutico (2) (Boa Vista)           | São Raimundo (Boa Vista)     |
| 2014 | São Raimundo (6) (Boa Vista)      | Náutico (Boa Vista)          |
| 2015 | Náutico (3) (Boa Vista)           | São Raimundo (Boa Vista)     |
| 2016 | São Raimundo (7) (Boa Vista)      | Baré (Boa Vista)             |
| 2017 | São Raimundo (8) (Boa Vista)      | Baré (Boa Vista)             |
| 2018 | São Raimundo (9) (Boa Vista)      | Atlético Roraima (Boa Vista) |

## Legsikeresebb csapatok
| Csapat           | Város     | Bajnok |
| ---------------- | --------- | --- |
| Baré             | Boa Vista | 22 (1953, 1955, 1956, 1957, 1958, 1960, 1964, 1965, 1966, 1967, 1969, 1970, 1972, 1982, 1984, 1986, 1988, 1996, 1997, 1999, 2006, 2010) |
| Atlético Roraima | Boa Vista | 20 (1961, 1962, 1975, 1976, 1978, 1980, 1981, 1983, 1985, 1987, 1990, 1993, 1995, 1998, 2001, 2002, 2003, 2007, 2008, 2009)             |
| São Raimundo     | Boa Vista | 9 (1977, 1992, 2004, 2005, 2012, 2014, 2016, 2017, 2018)                                                                                |
| River            | Boa Vista | 3 (1979, 1989, 1994) |
| São Francisco    | Boa Vista | 3 (1963, 1973, 1974) |
| Náutico          | Boa Vista | 3 (1968, 2013, 2015) |
| Rio Branco       | Boa Vista | 2 (1952, 1954) |
| Rio Negro        | Boa Vista | 2 (1991, 2000) |
| Flamengo         | Boa Vista | 1 (1962) |
| GAS              | Boa Vista | 1 (1969) |
| Real             | São Luiz  | 1 (2011) |